# Conochuza lineola
Conochuza lineola là một loài bướm đêm trong họ Noctuidae.